# Ao Vivo em Goiânia (álbum de Bruno & Marrone)
Ao Vivo em Goiânia é o terceiro álbum ao vivo e o terceiro álbum de vídeo da dupla sertaneja Bruno & Marrone, lançado pela Sony BMG em 2006, em comemoração aos 20 anos de carreira da dupla.
Foi gravado no dia 27 de abril de 2006 no estacionamento do Flamboyant Shopping Center, em Goiânia, sendo o primeiro DVD da dupla a ser gravado na sua cidade natal, com um público estimado em 30 mil pessoas. Foi certificado com um disco duplo de platina pelas 200.000 cópias vendidas.
O álbum foi indicado ao Grammy Latino de Melhor Álbum de Música Romântica. Em 2008, a música "Choram as Rosas" recebeu disco de platina duplo da ABPD pelos 100.000 downloads digitais pagos. O DVD teve as participações especiais de Edson & Hudson, Claudia Leitte, Leonardo, Grupo Tradição e Banda Calypso.

## Lista de faixas
| CD             |                                            |                                    |         |  |
| N.º            | Título                                     | Compositor(es)                     | Duração |  |
| 1.             | "Por Te Amar Demais"                       | Giuliano / Bruno                   | 5:10    |  |
| 2.             | "Vê Se Toma Juízo"                         | Airo / Bruno / Felipe              | 3:24    |  |
| 3.             | "Amor de Ping Pong" (part. Edson & Hudson) | Edson / Henrique Marx              | 3:09    |  |
| 4.             | "Por Um Gole a Mais"                       | Bruno / Felipe / Vinícius          | 3:51    |  |
| 5.             | "Marianne"                                 | Fabianno / Léo Bary                | 3:54    |  |
| 6.             | "Doce Desejo" (part. Claudia Leitte)       | Bruno / Felipe / Falcão            | 3:12    |  |
| 7.             | "Me Namora"                                | Chimbinha                          | 2:36    |  |
| 8.             | "Que Pescar Que Nada" (part. Leonardo)     | Bruno / Felipe / Vinícius          | 3:17    |  |
| 9.             | "Não Posso Ter Medo de Amar"               | Bruno / Felipe                     | 3:18    |  |
| 10.            | "Desiguais" (part. Ana Paula)              | Bruno / Felipe                     | 2:49    |  |
| 11.            | "Tá Pegando" (part. Grupo Tradição)        | Bruno / Felipe                     | 3:26    |  |
| 12.            | "O Sonho Não Acabou"                       | Bruno / Giuliano                   | 3:23    |  |
| 13.            | "Por Que Choras?" (part. Banda Calypso)    | Bruno / Felipe                     | 3:20    |  |
| 14.            | "Essa História Eu Conheço"                 | Bruno / João Victor                | 3:43    |  |
| 15.            | "Choram as Rosas (Lloran las Rosas)"       | Alfredo Matheus (versãoː Joquinha) | 5:14    |  |
| Duração total: | Duração total:                             | Duração total:                     | 53:48   |  |

| DVD            |                                                |                                                                     |         |  |
| N.º            | Título                                         | Compositor(es)                                                      | Duração |  |
| 1.             | "Por Te Amar Demais"                           | Giuliano / Bruno                                                    |         |  |
| 2.             | "Vê Se Toma Juízo"                             | Airo / Bruno / Felipe                                               |         |  |
| 3.             | "Amor de Ping Pong" (part. Edson e Hudson)     | Edson / Henrique Marx                                               |         |  |
| 4.             | "Choro, Choro"                                 | Airo Barcellos                                                      |         |  |
| 5.             | "Por Um Gole a Mais"                           | Bruno / Felipe / Vinícius                                           |         |  |
| 6.             | "Marianne"                                     | Fabianno / Léo Bary                                                 |         |  |
| 7.             | "Doce Desejo" (part. Claudia Leitte)           | Bruno / Felipe / Falcão                                             |         |  |
| 8.             | "Apenas Um Sorriso / Castigo / Fruto Especial" | Fátima Leão / Alexandre / Netto; Dolores Duran; Fátima Leão / Netto |         |  |
| 9.             | "Desiguais" (part. Ana Paula)                  | Bruno / Felipe                                                      |         |  |
| 10.            | "Que Pescar Que Nada" (part. Leonardo)         | Bruno / Felipe / Vinícius                                           |         |  |
| 11.            | "Não Posso Ter Medo de Amar"                   | Bruno / Felipe                                                      |         |  |
| 12.            | "Me Namora"                                    | Chimbinha                                                           |         |  |
| 13.            | "A Culpa é Sua"                                | Bruno / João Vitor / Felipe                                         |         |  |
| 14.            | "Não Tem Outro Jeito"                          | Bruno / Elias Muniz                                                 |         |  |
| 15.            | "Tá Pegando" (part. Grupo Tradição)            | Bruno / Felipe                                                      |         |  |
| 16.            | "Vai Curtir, Vai Dançar"                       | Bruno / Edson / João Victor                                         |         |  |
| 17.            | "O Sonho Não Acabou"                           | Bruno / Giuliano                                                    |         |  |
| 18.            | "Por Que Choras?" (part. Banda Calypso)        | Bruno / Felipe                                                      |         |  |
| 19.            | "Essa História Eu Conheço"                     | Bruno / João Victor                                                 |         |  |
| 20.            | "Quer Casar Comigo"                            | Chico Amado / Robson Mathos                                         |         |  |
| 21.            | "Goiás é Mais"                                 | Moacyr Franco                                                       |         |  |
| 22.            | "Choram as Rosas (Lloran las Rosas)"           | Alfredo Matheus (versãoː Joquinha)                                  |         |  |
| Duração total: | Duração total:                                 | Duração total:                                                      | 1:24:39 |  |

## Certificações
| Brasil (ABPD)                             | 2× Platina | 2006 | 250.000* (CD)  |
| Brasil (ABPD)                             | 2× Platina | 2006 | 100.000* (DVD) |
| *número de vendas baseado na certificação |            |      |                |